# Laemophloeus politus
Laemophloeus politus is een keversoort uit de familie dwergschorskevers (Laemophloeidae). De wetenschappelijke naam van de soort werd in 1881 gepubliceerd door Léon Marc Herminie Fairmaire.